# Hamadryas atinia
Hamadryas atinia är en fjärilsart som beskrevs av Hans Fruhstorfer 1916. Hamadryas atinia ingår i släktet Hamadryas och familjen praktfjärilar. Inga underarter finns listade i Catalogue of Life.